# Wereldkampioenschappen schaatsen afstanden 2024 - 5000 meter mannen
De 5000 meter mannen op de wereldkampioenschappen schaatsen afstanden 2024 werd gereden op donderdag 15 februari 2024 in de Olympic Oval in Calgary, Canada.
Titelverdediger Patrick Roest won opnieuw, na een uiterst vlakke rit met rondjes tussen de 28,98 en 29,55 seconden. De Italiaan Davide Ghiotto won het zilver, voor de Noor Sander Eitrem. De Fransman Timothy Loubineaud viel op met een uitstekende tijd en een vierde plek. Bart Swings haalde vorig jaar nog het brons, maar werd dit keer achtste.

## Uitslag
| #      | Schaatser               | Land             | Tijd    | Verschil | Rit  |
| ------ | ----------------------- | ---------------- | ------- | -------- | ---- |
| Goud   | Patrick Roest           | Nederland        | 6.07,28 | -        | 9 I  |
| Zilver | Davide Ghiotto          | Italië           | 6.08,61 | + 1,33   | 8 I  |
| Brons  | Sander Eitrem           | Noorwegen        | 6.09,00 | + 1,72   | 7 I  |
| 4      | Timothy Loubineaud      | Frankrijk        | 6.12,15 | + 4,87   | 3 I  |
| 5      | Ted-Jan Bloemen         | Canada           | 6.12,66 | + 5,38   | 8 O  |
| 6      | Michele Malfatti        | Italië           | 6.14,74 | + 7,46   | 9 O  |
| 7      | Chris Huizinga          | Nederland        | 6.15,04 | + 7,76   | 3 O  |
| 8      | Bart Swings             | België           | 6.15,08 | + 7,80   | 10 O |
| 9      | Peter Michael           | Nieuw-Zeeland    | 6.16,39 | + 9,11   | 2 O  |
| 10     | Hallgeir Engebråten     | Noorwegen        | 6.18,49 | + 11,21  | 10 I |
| 11     | Shomu Sasaki            | Japan            | 6.20,44 | + 13,16  | 2 I  |
| 12     | Seitaro Ichinohe        | Japan            | 6.20,72 | + 13,44  | 7 O  |
| 13     | Casey Dawson            | Verenigde Staten | 6.21,63 | + 14,35  | 6 I  |
| 14     | Kristian Gamme Ulekleiv | Noorwegen        | 6.22,91 | + 15,63  | 5 I  |
| 15     | Marcel Bosker           | Nederland        | 6.23,87 | + 16,59  | 1 I  |
| 16     | Andrea Giovannini       | Italië           | 6.24,31 | + 17,03  | 4 O  |
| 17     | Wu Yu                   | China            | 6.25,24 | + 17,96  | 6 O  |
| 18     | Riku Tsuchiya           | Japan            | 6.28,27 | + 20,99  | 5 O  |
| 19     | Livio Wenger            | Zwitserland      | 6.32,54 | + 25,26  | 4 I  |
| 20     | Jordan Belchos          | Canada           | 6.36,60 | + 29,32  | 1 O  |

| I = binnenbaan | O = buitenbaan |

## IJs- en klimaatcondities
|                  | Start  | Dweil  | Eind   |
| ---------------- | ------ | ------ | ------ |
| Tijd             | 13:41  | 14:32  | 15:10  |
| Luchttemperatuur | 17,3°C | 17,7°C | 17,7°C |
| IJstemperatuur   | -8,1°C | -8,2°C | -8,2°C |
| Luchtvochtigheid | 33,0%  | 32,0%  | 32,0%  |

1996 · 
1997 · 
1998 · 
1999 · 
2000 · 
2001 · 
2003 · 
2004 · 
2005 · 
2007 · 
2008 · 
2009 · 
2011 · 
2012 · 
2013 · 
2015 · 
2016 · 
2017 · 
2019 ·
2020 ·
2021 ·
2023 ·
2024 ·
2025